# 船明
船明（ふなぎら）は静岡県浜松市天竜区の大字。

## 地理
浜松市天竜区の南部に位置する。東で山東、西で二俣町大園及び日明、南で大谷、北で伊砂及び大川と接する。

### 河川
- 天竜川

## 歴史

### 沿革
- 1889年（明治22年）4月1日 - 町村制の施行により、豊田郡船明村が周辺の村と合併し、豊田郡光明村となる[6]。旧村名は光明村の大字として残る[7]。
- 1896年（明治29年）4月1日 - 郡制の施行により、光明村の所属郡が磐田郡に変更となる。
- 1956年（昭和31年）9月30日 – 光明村が周辺の町村と合併して改めて磐田郡二俣町となる。
- 1958年（昭和33年）11月3日 – 二俣町が市制施行して天竜市となる。
- 2005年（平成17年）7月1日 – 天竜市外10市町村が浜松市に編入される。
- 2007年（平成19年）4月1日 - 浜松市が政令指定都市となる。船明は天竜区の一部となる。

## 施設
- ウエルシア浜松天竜船明店
- コメリハード&グリーン天竜店
- セブン-イレブン天竜船明店
- ENEOS天竜北SS（有限会社船明石油が運営）
- 船明ダム
- 船明ダム運動公園
- 船明中央公園
- 浜松市天竜学校給食センター
- 曹洞宗 船明山 長養寺

## 交通

### バス
- 浜松市自主運行バス北遠本線：（西鹿島駅 方面 - ）上臈塚 - 島町 - 船明 - 伊砂入口（ - 水窪町 方面）
  - 水窪タクシーに委託
  - 年末年始は運休
- 浜松市天竜ふれあいバス熊線・大白木線：（山東 方面 - ）上臈塚 - 船明下 - 船明上 - 伊砂（ - 熊／大白木方面）
  - 遠鉄タクシーに委託
  - 熊線は火・金曜運行、大白木線は火・木曜運行、各線祝日及び年末年始は運休、事前予約制

### 道路
- 国道152号

## その他

### 学区
小学校・中学校の学区は以下の通りである。
- 浜松市立光明小学校
- 浜松市立光が丘中学校

### 警察
警察の管轄区域は以下の通りである。
| 番・番地等 | 警察署     | 交番・駐在所 |
| ---------- | ---------- | ------------ |
| 全域       | 天竜警察署 | 船明交番     |

### 消防
消防の管轄区域は以下の通りである。
| 番・番地等 | 消防署     | 本署/出張所 |
| ---------- | ---------- | ----------- |
| 全域       | 天竜消防署 | 本署        |